# Ngouniéfloden
Ngouniéfloden (også Ngunyé, fransk: Rivière Ngounié) er en flod, der løber gennem det sydvestlige-centrale Gabon. Det er den sidste og næstvigtigste biflod til Ogoouéfloden, hvor den første er Ivindofloden. Den løber først ned fra Chaillumassivet langs grænsen til Congo og drejer derefter mod nordvest, hvor den løber gennem byerne Fougamou, Sindara og distriktshovedstaden Mouila, før den løber ud i Ogooué.

## Etymologi
Flodens navn, Ngounié, er en fransk omformulering af "Ngugni", som oprindeligt blev brugt af vili-talende (et bantusprog) i Samba Falls/ Imperatrice Falls- området i midten af 1800-tallet, til at kalde den nordlige grænse af deres distrikt for "Nsina-Ngugni". Da Robert Bruce Napoleon Walker og Paul Du Chaillu ankom til området, skrev de "Ngouyai" eller "Ngunyé". Lokale stammer i Gabon kender floden som "Durembu-du-Manga", "Otembo-a-Manga" eller "Melembye-a-Manga". Den første del af disse navne betyder "vandmasse" på de givne sprog, og "manga" henviser til dværgpalmer, der vokser langs bredden.

## Geografi
Ngouniéfloden har et afvandingsareal på omkring 22.100 km2, og er den næststørste biflod til Ogoouéfloden. Den har sit udspring i Chaillubjergene . De første 60 km har floden en sydlig og derefter vestlig retning, og danner en grænse til Republikken Congo. Ved sammenløbet med Polofloden ændrer den retning og bevæger sig mod nordvest, før den passerer gennem tre vandfald. Derefter danner den en flodslette med en radius på 220 km i dalen mellem Moukandebjergene  og Massif due Chaillu. Efter at have snoet sig mere end 400 km gennem dalbunden, mødes den med Ogooué før byen Lambaréné.

Dens bifloder omfatter Louetsié, som løber gennem byerne Lébamba og Mbigou; Ikoy, hvis vigtigste bifloder er Ikobe og Oumba; Dollé, som løber gennem byen Ndendé; samt floderne Ogoulou, Ngongo og Ovigui . Imperatricevandfaldene (også kendt som Samba-vandfaldene eller Empress Eugénie-vandfaldene) er cirka 10 meter høje. De ligger i et flodsving i Ngounié-provinsen,5 km fra Fougamou. Her er Ngounié-floden cirka 150 meter bred og indeholder små øer. Dette ligger i Peneplain Chaillu, som byder på granitgnejs og bakker samt klippefyldte bugter.